# بلک راک استودیوز
بلک راک استودیوز (انگلیسی: Black Rock Studio) شرکت بازی ویدئویی بریتانیایی است، که در سال ۱۹۹۹ تأسیس شد.